# Operclipygus pygidialis
Operclipygus pygidialis är en skalbaggsart som först beskrevs av Lewis 1908.  Operclipygus pygidialis ingår i släktet Operclipygus och familjen stumpbaggar. Inga underarter finns listade i Catalogue of Life.